# برونو دي كارفاليو
برونو دي كارفاليو (بالبرتغالية: Bruno de Carvalho‏) هو مسير رياضي وشخصية أعمال برتغالي، ولد في 8 فبراير 1972 في مابوتو في موزمبيق.